# Charles-Andreas Brym
Charles-Andreas Brym (Colombes, 1998. augusztus 8. –) kanadai válogatott labdarúgó, a holland Sparta Rotterdam csatára.

## Pályafutása

### Klubcsapatokban
Brym a franciaországi Colombes városában született. Az ifjúsági pályafutását a kanadai Montréal és a francia Gazélec Ajaccio csapatában kezdte, majd a belga Mouscronnál és a Zulte-Waregemnél folytatta.
2018-ban mutatkozott be a Lille tartalékkeretében. 2019-ben a portugál Belenenses SAD-nál szerepelt kölcsönben. 2020 nyarán a belga első osztályban szereplő Mouscron szerződtette. 2021-ben a holland másodosztályban érdekelt Eindhovenhez igazolt. 2022. július 1-jén hároméves szerződést kötött az első osztályú Sparta Rotterdam együttesével. Először a 2022. augusztus 14-ei, AZ Alkmaar ellen 3–2-re elvesztett mérkőzés 83. percében, Younes Namli cseréjeként lépett pályára. A 2022–23-as idény nagy részében az Eindhoven csapatát erősítette kölcsönben. Első góljait a Sparta Rotterdam színeiben 2023. augusztus 20-án, a Feyenoord ellen hazai pályán 2–2-es döntetlennel zárult találkozón szerezte meg.

### A válogatottban
Brym az U23-as korosztályú válogatottban is képviselte Kanadát.
2020-ban debütált a felnőtt válogatottban. Először a 2020. január 7-ei, Barbados ellen 4–1-re megnyert barátságos mérkőzés 67. percében, Tosaint Ricketts-et váltva lépett pályára. Első gólját 2020. január 10-én, szintén Barbados ellen ismét 4–1-es győzelemmel zárult találkozón szerezte meg.

## Statisztikák
2024. augusztus 25. szerint
| Klub                        | Szezon   | Osztály        | Bajnokság | Bajnokság | Kupa  | Kupa | Nemzetközi | Nemzetközi | Összesen | Összesen |
| Klub                        | Szezon   | Osztály        | Meccs     | Gól       | Meccs | Gól  | Meccs      | Gól        | Meccs    | Gól      |
| --------------------------- | -------- | -------------- | --------- | --------- | ----- | ---- | ---------- | ---------- | -------- | -------- |
| Belenenses SAD (kölcsönben) | 2019–20  | Liga Portugal  | 1         | 0         | 0     | 0    | —          | —          | 1        | 0        |
| Mouscron                    | 2020–21  | Jupiler League | 7         | 0         | 1     | 0    | —          | —          | 8        | 0        |
| Eindhoven                   | 2021–22  | Eerste Divisie | 30        | 9         | 1     | 0    | —          | —          | 31       | 9        |
| Eindhoven                   | 2022–23  | Eerste Divisie | 31        | 11        | 2     | 1    | —          | —          | 33       | 12       |
| Sparta Rotterdam            | 2022–23  | Eredivisie     | 2         | 0         | 0     | 0    | —          | —          | 2        | 0        |
| Sparta Rotterdam            | 2023–24  | Eredivisie     | 32        | 4         | 1     | 1    | —          | —          | 33       | 5        |
| Sparta Rotterdam            | 2024–25  | Eredivisie     | 3         | 0         | 0     | 0    | —          | —          | 3        | 0        |
| Összesen                    | Összesen | Összesen       | 106       | 24        | 5     | 2    | 0          | 0          | 111      | 26       |

### A válogatottban
| Válogatott | Év       | Pályára lépés | Gól |
| ---------- | -------- | ------------- | --- |
| Kanada     | 2020     | 3             | 1   |
| Kanada     | 2021     | 3             | 0   |
| Kanada     | 2022     | 1             | 0   |
| Kanada     | 2023     | 5             | 0   |
| Kanada     | 2024     | 1             | 0   |
| Összesen   | Összesen | 13            | 1   |

#### Góljai a válogatottban
| # | Időpont          | Helyszín                                                       | Ellenfél | Gólok | Eredmény | Kiírás              |
| - | ---------------- | -------------------------------------------------------------- | -------- | ----- | -------- | ------------------- |
| 1 | 2020. január 10. | Championship Soccer Stadion, Irvine, Amerikai Egyesült Államok | Barbados | 1–0   | 4–1      | Barátságos mérkőzés |